# Batszewa Dagan

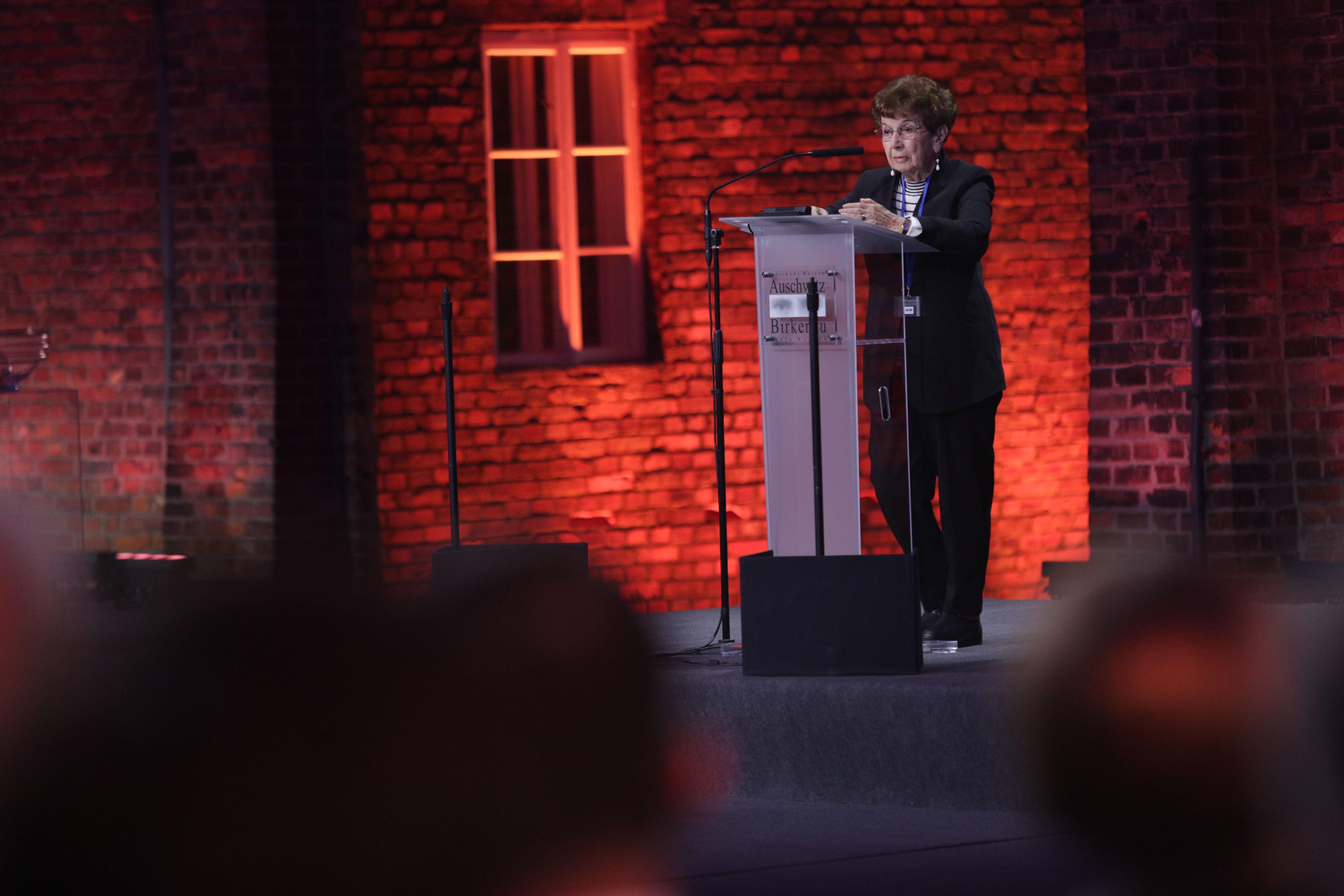
Batszewa Dagan podczas obchodów 75. rocznicy wyzwolenia obozu Auschwitz (2020)

Batszewa (Izabella) Dagan (hebr. בת-שבע דגן; ur. 8 września 1925 w Łodzi jako Izabella Rubinstein, zm. 25 stycznia 2024 w Bat Jam) – izraelska poetka, psycholog i pedagog pochodząca z Polski.

## Życiorys
Po wkroczeniu Niemców do rodzinnego miasta uciekła do Radomia. Podczas pobytu w getcie radomskim związała się z tajną organizacją młodzieżową Ha-Szomer Ha-Cair. Zaangażowała się w działalność konspiracyjną, m.in. jeździła do Getta warszawskiego, skąd szmuglowała gazetkę Pod prąd.
W 1942 r. uciekła z getta i przedostała się na teren Niemiec. Po kilku miesiącach została aresztowana i wysłana do Auschwitz-Birkenau, gdzie przebywała do początku 1945 r. Po likwidacji obozu w marszu śmierci dotarła do KL Ravensbrück, a później do Malchow. 2 maja 1945 r. została wyzwolona przez armię brytyjską. Po zakończeniu wojny wyemigrowała do Palestyny.
Batszewa Dagan pracowała jako psycholog i wykładowca w seminarium nauczycielskim, stworzyła metodę przekazywania dzieciom i młodzieży wiedzy o Zagładzie.
Jej zbiór wierszy Błogosławiona bądź wyobraźnio – przeklęta bądź! „Wspomnienia Stamtąd” Muzeum Auschwitz-Birkenau opublikowało po polsku w 2009 r.
Przemawiała podczas obchodów 75. rocznicy wyzwolenia Auschwitz-Birkenau.

## Twórczość
Batszewa Dagan jest autorką wierszy i opowiadań opisujących jej wspomnienia z czasów Holokaustu. Jej książki wykorzystywane są do nauczania o Zagładzie wśród dzieci.
- 1991 Co się działo podczas Szoa- Rymowane historie dla dzieci, które chcą wiedzieć (hebr. Ma Kara Ba-Szoa- Sipur Be-Charuzim LaJeladim Ha-Rocim Ladaat).
- 1992 Czika, pies w Getcie (hebr. Czika, Ha-Kelew Be-Getto)
- 1997 Błogosławiona bądź wyobraźnio – przeklęta bądź! ISBN 978-83-60210-99-4 (hebr. Baruch Ha-Dimion, Arur Ha-Dimion)
- 2000 Gdyby gwiazdy mogły mówić (hebr. Lu Kochawim Jadu Ledaber)
- 2002 Dziś płakała mi syrena (hebr. Ha-Jom Bachta Li Cfira)